# ゾーロチウ (リヴィウ州)
ゾーロチウ（ウクライナ語: Золочів(ゾーロチウ), ポーランド語: Złoczów(ズウォーチュフ), イディッシュ語:זלאָטשעװ Zlotshev, ロシア語:Золочев(ゾーラチェフ)）は、ウクライナ西部、リヴィウ州の東端に位置する都市で、シュテットルの一つ。州都リヴィウの東に位置する。名前は、ソロチウ、ゾロチフ、ズウォチュフ、ゾロチェフなどとも表記される。

## 有名な出身者
- ウィージー - 写真家。
- ロアルド・ホフマン - ノーベル化学賞を受賞した化学者。
- ナフタリ・ヘルツ・インベル - ハッ＝ティクワーの作詞者。
- ゼヴ・ヴォルフ(Zev Wolf) - ラビ
- ヤクプ・ルドヴィク・ソビェスキ - ポーランドの貴族
- ユーリー・オヌフリエンコ - 宇宙飛行士
- モイシェ・レイブ＝ハルペルン(Moyshe-Leyb Halpern) - イディッシュ語作家
- イゴール・ボブチャンチン - キリスト教徒ウクライナ人の格闘家

## スポット
- 17世紀の石造シナゴーグ（）